# Candela (Apulien)
Candela ist eine italienische Gemeinde (comune) mit 2497 Einwohnern (Stand 31. Dezember 2023) in der Provinz Foggia in Apulien. Die Gemeinde liegt etwa 40 Kilometer südlich von Foggia und grenzt unmittelbar an die Provinz Potenza (Basilikata).

## Geschichte
Möglicherweise lässt sich aus den Schriften des Hekataios von Milet ableiten, dass hier eine antike Stadt gestanden hat.

## Verkehr
Durch die Gemeinde verläuft die Autostrada A16 (E 842) von Neapel nach Canosa sowie die Strada Statale 655 Bradanica von Foggia nach Matera. Der Bahnhof von Candela liegt an der Bahnstrecke von Foggia nach Potenza.